# Gershon Shaked
Pour les articles homonymes, voir Shaked.
Gershon Shaked (en hébreu : גרשון שקד), né le 8 juillet 1929 à Vienne sous le nom de Gerhard Mandel et décédé le 28 décembre 2006 à Tel-Aviv, est un professeur de littérature, critique littéraire, écrivain et journaliste israélien.

## Biographie
Sa famille était originaire de Belz en Galicie autrichienne. Après le pogrom russe de Lemberg en 1914 et le début de la Première Guerre mondiale, sa famille s'enfuit à Vienne. Après l'Anschluss son père fut arrêté en 1939 et conduit d'abord à Dachau puis à Buchenwald, avant d'être relâché un peu plus tard. La même année, celui qui était encore Gerhard Mandel émigra en Palestine avec un passeport pour enfant, ses parents l'y suivirent un peu plus tard comme immigrants illégaux. Il intégra le lycée hébraïque Herzliya à Tel-Aviv. Il hébraïsa son prénom et son nom à cette époque de Gerhard Mandel en Gershon Shaked (Shaked signifiant en hébreu amande, traduction de l'allemand Mandel).
Dans les années 1950, Gershon Shaked fit ses études à l'université hébraïque de Jérusalem où il passa son doctorat. À l'université de Zurich, il étudia l'allemand, l'anglais et les langues romanes. En 1959, il reçut un appel de l'université hébraïque de Jérusalem pour la chaire d'hébreu et de littérature comparée. Il enseigna en tant que professeur émérite à l'université Ben-Gourion du Néguev.
Son Histoire de la littérature hébraïque moderne : la prose de 1880 à 1980, parue en  1996, valut à Gershon Shaked une réputation internationale. Il écrivit plus de 30 livres.
Gershon Shaked se consacra tout particulièrement au rapprochement entre les peuples de l'Europe et les Israéliens, il se fit aussi le promoteur de la littérature israélienne moderne.
Gershon Shaked mourut après une opération du cœur à l'hôpital Sha'arei Tzedek de Tel Aviv. Il était marié au docteur Malka Shaked avec laquelle il avait deux filles.

## Distinctions et prix
Gershon Shaked était membre de l'Académie européenne des sciences et des arts, ainsi que de l'Académie israélienne des sciences et lettres.
Il fut lauréat :
- du prix Bialik pour la pensée juive (1987)[1].
- du prix Israël de littérature (1993)[2].
- du prix Bahat pour la non-fiction (2004)[3].

## Citations
- « Voilà un livre qui laisse derrière lui toute l'érudition et toute la recherche et qui entre lui-même dans l'histoire », Amos Oz au sujet de Geschichte der modernen hebräischen Literatur. Prosa von 1880 bis 1980.
- « Shaked était comme un frontalier entre la tradition européenne et le modernisme hébraïque ». Thomas Sparr, Suhrkamp 29 décembre 2006

## Œuvres
- Die Macht der Identitäten. Essays über jüdische Schriftsteller, Suhrkamp 1986
- The Shadows Within (1987)
- S. Y. Agnon (1989)
- Geschichte der modernen hebräischen Literatur - Prosa von 1880 bis 1980, Suhrkamp 1996
- Immigranten, Suhrkamp 2007 (posthume, en allemand)